# Station Gujan-Mestras
Station Gujan-Mestras is een spoorwegstation in de Franse gemeente Gujan-Mestras.
Het wordt bediend door treinen van het  netwerk TER Nouvelle-Aquitaine die rijden op het traject Bordeaux-Saint-Jean - Arcachon.
Het station is geopend in 1841 als onderdeel van een spoorlijn die Bordeaux verbond met La Teste. Het ligt vlak naast de havens van Gujan-Mestras, gelegen aan het Bassin d'Arcachon.